# Orujo

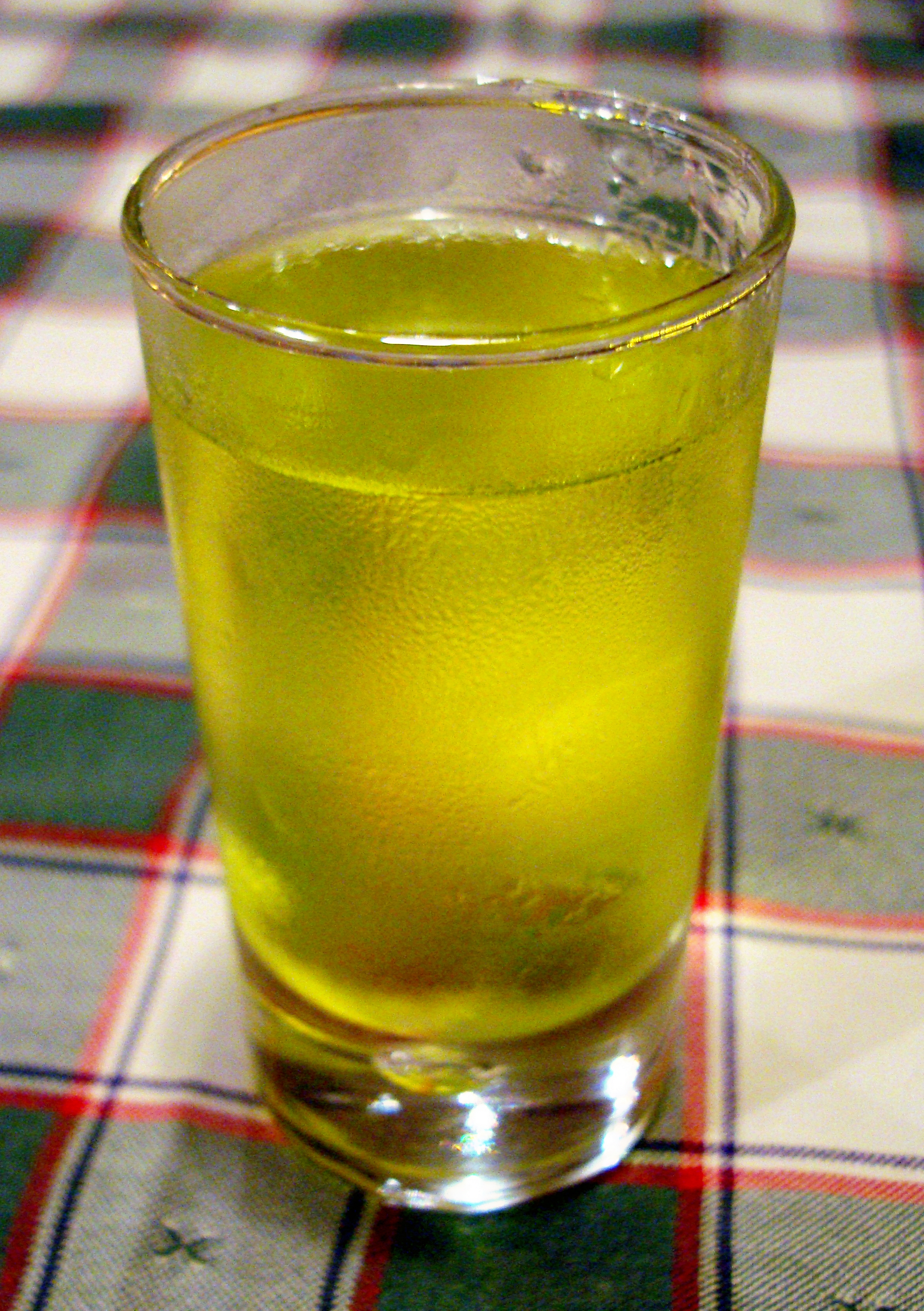
Orujo de hierbas

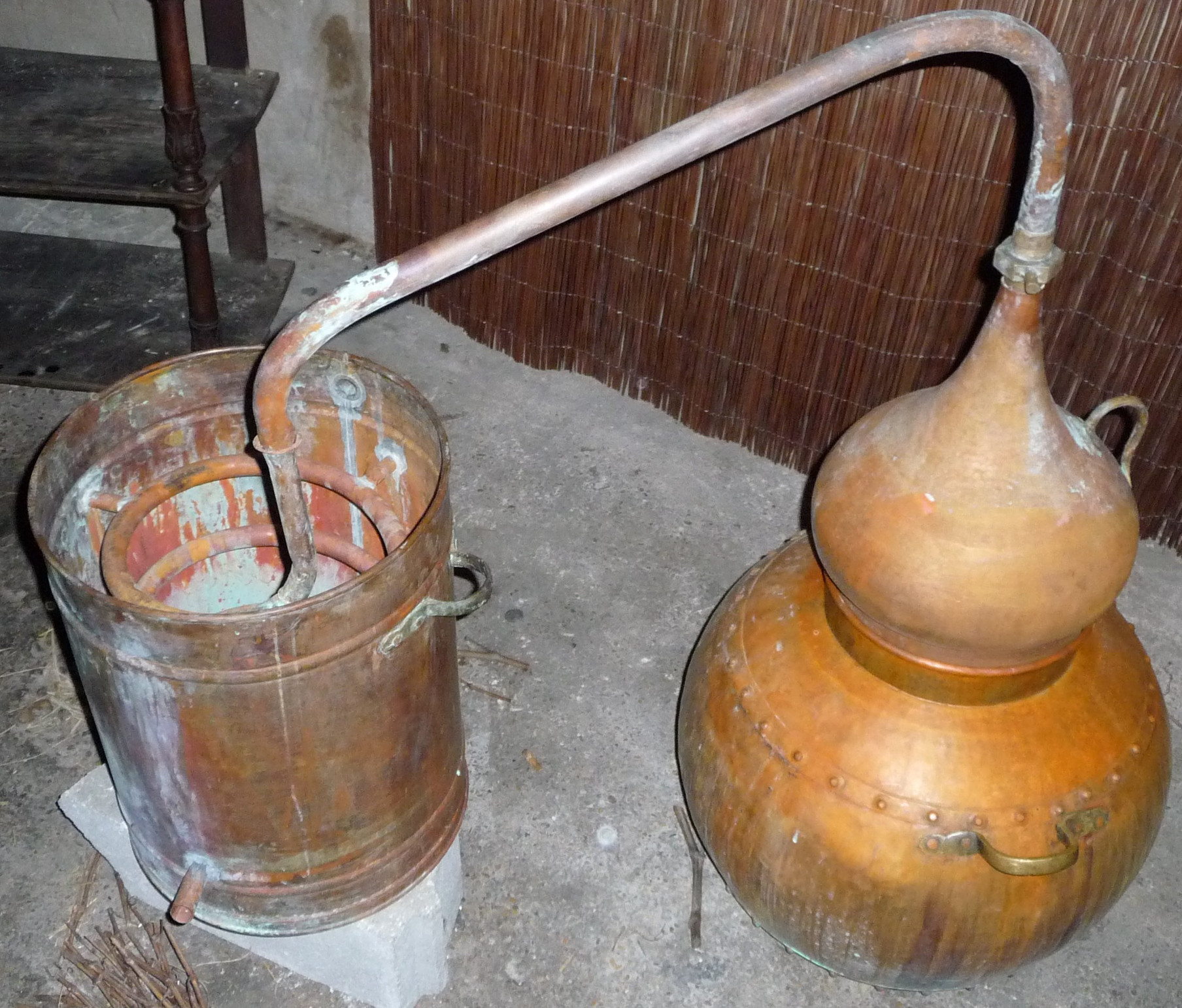
Pota oder Alquitara

Orujo ist ein Tresterbrand mit 37 bis 50 Volumenprozent Alkoholgehalt, der hauptsächlich in der nordspanischen Region Galicien hergestellt wird.
Für die Kurzbezeichnung Orujo wird der eigentliche Name aguardientes de orujo umgangssprachlich auf das Ausgangsmaterial reduziert.
Das Wort Orujo bezeichnet im Spanischen allgemein den Pressrückstand, Trester, unabhängig von der Frucht (Trauben, Oliven etc.). Im hier dargestellten Fall steht es für die beim Weinkeltern entstehenden Rückstände sowie für den Hefesatz, der bei Weinherstellung entsteht (vgl. Abstich).
Der Traubentrester wird zunächst vergoren und später gebrannt. Die einfachen, traditionellen Destilliervorrichtungen heißen pota oder alquitara. Alquitara bezieht sich auf Arabisch: al-gattara (die, die destilliert). Pota bezieht sich auf den unteren Teil der Brennanlage – ein großes Gefäß aus Ton oder Kupfer, in dem das Brenngut erwärmt wird. Davon abgeleitet werden die Brenner als Poteiros bezeichnet.
In Galicien wird Orujo spätestens seit dem 17. Jahrhundert hergestellt. Zunächst verfügten nur die Klöster über die nötigen Kenntnisse für die Alkoholdestillation und nutzten sie für die Herstellung von Arzneien. Später breitete sich das Wissen aus, so dass jeder Winzer seine Kelterrückstände selbst weiterverarbeitete.
1989 wurde ein Kontrollrat (Concello regulador) gegründet, dem heute mehr als 20 Hersteller angehören. Er vergibt das Gütesiegel Denominación Específica (D.E.) de Orujo de Galicia.
Als Orujo oder Orujo seco wird die glasklare Variante bezeichnet. Reift er mindestens zwei Jahre in Eichenfässern, so erhält er eine bernsteingelbe Farbe und wird als Orujo envejecido bezeichnet. Auf der Basis von Orujo wird der Kräuterlikör Orujo de hierbas hergestellt, der dem mallorquinischen Herbes ähnelt, aber weitaus weniger nach Anis schmeckt. Auch für die galicische Variante der Feuerzangenbowle, der Queimada, stellt der Orujo die Hauptzutat dar. Weitere gängige Varianten von Orujo-Likören sind Kaffeelikör oder Honiglikör.
Unter anderem in Portomarín gibt es ein Orujo-Fest oder „Fiesta de Aguardiente“/„Festa da Augardente“ (spanisch/galicisch: Schnapsfest). Dort brennen am Ostersonntag jeden Jahres mehrere Poteiros öffentlich und im Wettbewerb um das beste Destillat und verkaufen eigene Kreationen auf Orujo-Basis. Außerhalb von Galicien gibt es eine „Fiesta de Orujo“ im kantabrischen Potes.